# María Antonieta conducida al cadalso
María Antonieta conducida al cadalso es un dibujo a la tinta de Jacques-Louis David. Fue dibujado en el momento desde una ventana de una finca urbana durante el paso de la carreta que conducía a la ex reina de Francia María Antonieta de Austria hacia el cadalso, donde fue ejecutada el 16 de octubre de 1793.

## Descripción
El dibujo, de pequeñas dimensiones (15 cm x 10 cm), muestra a María Antonieta sentada de perfil izquierdo en una postura erguida. Está vestida con un vestido someramente dibujado por el artista con rápidos trazos de pluma, sus manos están atadas a la espalda. Lleva una gorra de encaje, sobre el cabello que le han cortado. El rostro que David ha cuidado de detallar, presenta una expresión impasible, los ojos bajos. Contando 37 años, el dibujo muestra a la reina prematuramente envejecida. Antonia Fraser en su biografía sobre María Antonieta, constata que hay dos maneras de interpretar la actitud de la reina caída en el dibujo de David. O muestra una expresión de desprecio, o una postura impregnada de dignidad y calma.
En la esquina inferior derecha de la hoja, el dueño del dibujo Jean-Louis Giraud-Soulavie escribió su monograma una « S » rodeada de un círculo. El dibujo no está firmado. Bajo el dibujo figura una nota separada redactada por Soulavie : 

Retrato de María Antonieta reina de Francia conducida al suplicio; dibujado a la pluma por David espectador del convoy, y colocado en la ventana con la ciudadana Jullien esposa del representante Jullien, de quien tengo esta pieza.

## Procedencia
Perteneció a Jean-Louis Soulavie, que lo obtuvo de la esposa del antiguo representante de la convención Marc-Antoine Jullien llamado Jullien de Drôme. Maurice Tourneux menciona que el dibujo fue adquirido en 1818 por Eugène de Beauharnais junto con el resto de la colección Soulavie, y transportado a Múnich. El dibujo fue vendido en 1904 a Drouot y pasó a propiedad de Edmond de Rothschild. En 1936, lega el dibujo al Museo del Louvre donde se conserva en el departamento de Artes gráficas.

## Realización

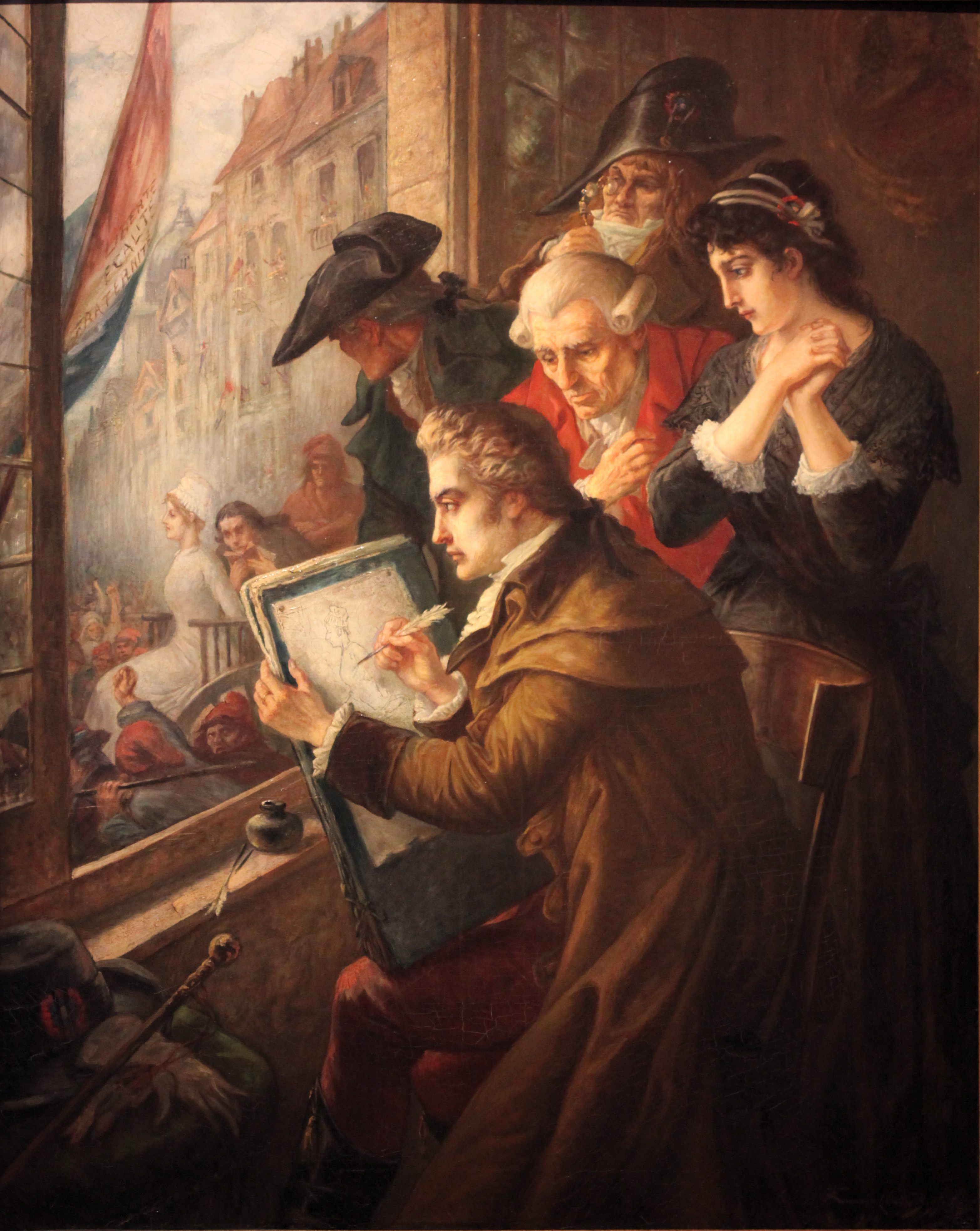
Jean-Emmanuel Van den Bussche, El pintor David dibujando a María Antonieta conducida al suplicio, Museo de la Revolución francesa.

La descripción redactada por Soulavie indica que el dibujo fue hecho a la pluma por David que asistía desde una ventana, al paso de la carreta que conducía a María Antonieta a la guillotina, en presencia de la ciudadana Jullien esposa de Jullien de Drôme, convencional y representante en misión. La tradición histórica ha concluido que el dibujo fue ejecutado en una finca urbana sita en la calle Saint-Honoré donde vivía Jullien. Annie Duprat, autora de una biografía sobre María Antonieta, indica que en esta época Jullien estaba ausente de París, y que vivía de hecho en la calle Saint-André-des-Arts. Otras fuentes no precisan la finca urbana, y hablan sólo de una ventana de la calle Saint-Honoré. Stefan Zweig evoca este episodio en su biografía sobre María Antonieta, y ubica a David en un ángulo de la calle Saint-Honoré en la localización del café de la Régence. La nota David del Diccionario de la Revolución menciona que el artista hizo el dibujo desde la terraza del café de la Régence, el mismo sitio desde donde dibujó después a Danton camino de su ejecución.

## Contexto
Considerado el dibujo más famoso de David, en la cronología de las obras del artista, el dibujo se ubica entre la realización de la Muerte de Marat (julio de 1793), y el cuadro inacabado la muerte del joven Bara (comenzado el 28 de diciembre de 1793). Bajo el Terror, David emprende pocas realizaciones artísticas, ejerciendo varias funciones políticas y policiales en el seno de los comités  de seguridad General y de Instrucción pública. En relación con el tema del dibujo, el Comité de Salvación Pública le encargó durante el juicio de la reina que asistiera al interrogatorio del delfín Luis XVII. 
El dibujo fue hecho algunas horas antes de la ceremonia de presentación de David de sus cuadros de Marat y Lepelletier al patio del Louvre; Warren Roberts, sugiere que este 16 de octubre asistió al recorrido de la reina y aprovechó para dibujar la escena mientras esperaba el inicio de la ceremonia.

## Fortuna crítica

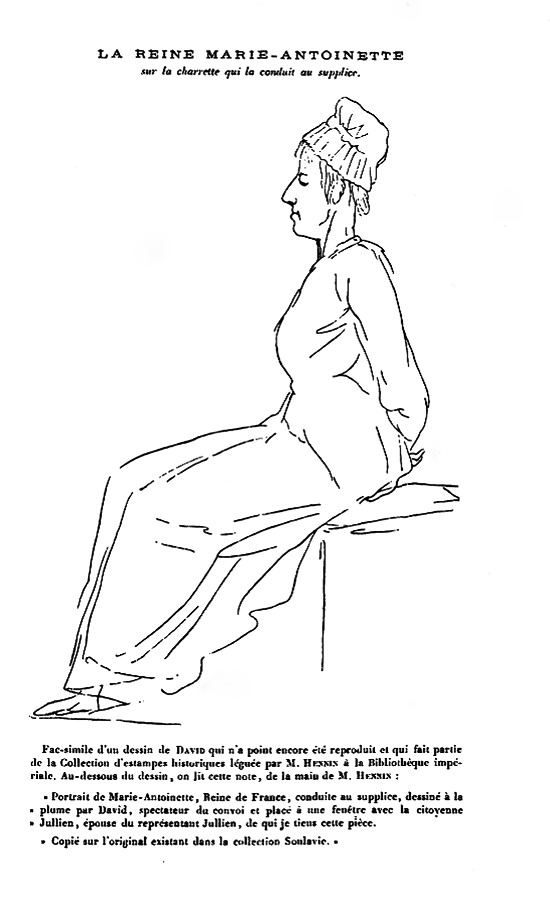
Primera reproducción en facsímil del dibujo, en el trabajo La démagogie en 1793 a París publicado en 1868.

El dibujo es mencionado en 1859 en el trabajo de Horace de Viel-Castel Marie-Antoinette et la révolution française; el autor califica el boceto, como esbozado 

sin la menor emoción.

Una primera reproducción del dibujo en facsímil, fue publicado en el frontispicio del trabajo La démagogie en 1793 a París publicado en 1868 por Charles Aimé Dauban: 

La línea dura y firme, de una discreción que no ha olvidado nada, parece trazada con la punta de un puñal, es digno del gran pintor David.

En su periódico los hermanos Goncourt evocan su descubrimiento del dibujo por medio de Eudore Soulié conservador del castillo de Versalles, que juzgan como : 

Algo espantoso e innoble: un dibujo infantil para un grabado de pato, con una evidente, republicana y caricaturizada intención de este pintor, el valet de Marat y de Napoleón, que solo encontró una carga horrible al cabo de su lápiz para la agonía de María Antonieta.

Para Anatole de Montaiglon, es el 

recuerdo más conmovedor hecho por el artista bajo la Revolución.

Para Stefan Zweig es un 

boceto de un grandiosidad aterradora, de una potencia siniestra.

"Siniestro" es también el término que emplea el biógrafo de David, Leon Rosenthal.

## En otras obras
El pintor belga Jean-Emmanuel Van den Bussche representó la escena en El pintor David dibujando a María Antonieta conducida al suplicio. François-Auguste Trichon hizo también un dibujo de la misma escena vista bajo un ángulo diferente.

## Referencia cultural
Además de Stefan Zweig en su biografía María Antonieta que consagra una página de su capítulo El último viaje al episodio, Paul Belaiche-Daninos en su novela Los setenta y seis días de María Antonieta en la Conciergerie evoca también este momento ubicando a David en la esquina de las calles des Prouvaires y Saint-Honoré.